# Parlamento della Regione di Bruxelles-Capitale
Il Parlamento della Regione di Bruxelles-Capitale (in francese: Parlement de la Région de Bruxelles-Capitale, in olandese: Brussels Hoofdstedelijk Parlement) è l'assemblea legislativa della Regione di Bruxelles-Capitale in Belgio.

## Composizione
Il Parlamento di Bruxelles è composto dal 2004 di 89 parlamentari (36 donne e 53 uomini) eletti a suffragio universale per 5 anni.
I deputati della regione di Bruxelles sono divisi in due gruppi linguistici: il gruppo di lingua francese (che forma la Commissione della Comunità francese o COCOF) ha 72 eletti sulle liste francofone, e il gruppo di lingua olandese (che forma la Comunità fiamminga o COCON) con 176 eletti dalle liste olandesi.
Dal momento che nelle elezioni del 2004, il numero dei rappresentanti eletti da ciascun gruppo linguistico è stato distribuito a 72 francofoni e 17 olandesi, i candidati per l'elezione devono indicare il gruppo linguistico al quale desiderano appartenere, questa scelta è definitiva. Il giuramento viene svolto nella lingua del gruppo linguistico. Non ci può essere nessuna lista bilingue.
Dopo le elezioni regionali, le voci di elettori che si concentrano sulle liste collegate allo stesso gruppo linguistico sono state registrate sul metodo Hondt per allocare posti. Sono ammessi gli apparententi alle liste dello stesso gruppo linguistico.
Alla Camera, i funzionari eletti sono raggruppati in base al loro partito di appartenenza. Viene fatta anche una distinzione tra maggioranza e opposizione. In determinate condizioni, i partiti politici hanno la possibilità di formare un "gruppo politico" dando loro accesso a elargire un ufficio.
L'incontro è presieduto un presidente e dal primo vicepresidente, queste due posizioni non possono essere nello stesso gruppo linguistico.

### Limitazione dei cumuli e delle incompatibilità
La legislazione non è limitata ai cumuli dei mandati ed è certamente incompatibile: un doppio bruxellois non può essere également membro della camera dei rappresentanti, senatore cooptato, ministro o segretario di Stato, Governatore di provincia o Vice-governatore. Infine, il mandato di deputato regionale non può essere accumulato con più di un mandato esecutivo remunerato.
La Regione di Bruxelles-Capitale esercita le competenze in cui si trovano le materie che si trovano nelle regioni della Vallonia e nella Regione Fiamminga. I campi di dominio sono importanti e comportanti:
- La pianificazione del territorio, l'urbanismo, il rinnovamento urbano, la politica del terreno, la protezione dei monumenti e siti;
- L'ambiente, la politica dell'eco e la politica del trattamento dei rifiuti;
- La conservazione della natura, gli spazi bìverdi, la caccia e la pesca;
- L'agricoltura;
- L'alloggiamento;
- La politica economica, il commercio estero e il turismo;
- La politique dell'energia;
- La comunità e l'intercomunità;
- La politica dell'impiego;
- I lavori pubblici;
- I trasporti, la mobilità e la sicurezza stradale;
- Il benessere animale;
- Le relazioni internazionali e la ricerca scientifica.

## I vari compiti del Parlamento di Bruxelles
- L'elezione e il controllo dei membri del governo della Regione di Bruxelles-Capitale;
- L'adozione del bilancio
- La legislazione, che è quella di adottare i testi che saranno stabiliti e le norme in vigore nelle zone soggette a giurisdizione regionale;
- Favorire il contatto tra i cittadini e i funzionari eletti.

### Atti legislativi: ordinanze e regolamenti
Gli atti legislativi del Parlamento sono chiamati ordinanze (ordonnances, in opposizione ai decreti dei parlamenti di altre regioni e comunità),  giuridicamente vincolanti sul territorio della regione di Bruxelles. Inoltre, il Parlamento legifera attraverso regolamenti per tutto ciò che riguarda i materiali di agglomerazione.

### L'iniziativa
Il potere legislativo è esercitato congiuntamente dal Parlamento e dal governo; ciascuno di questi organi ha il diritto di iniziativa.

### I lavori in Commissione
Il Parlamento ha sette commissioni permanenti costituite all'interno dell'assemblea. Una o più competenze sono assegnate a ciascuno di queste commissioni.
- Commissione « Affari generali e delle Finanze » ;
- Commissione « Alloggiamento » ;
- Commissione «Infrastrutture » ;
- Commissione « Affari economici e occupazione » ;
- Commissione « Sviluppo territoriale » ;
- Commissione « Affari interni » ;
- Commissione « Ambiente ed Energia.

A questi si possono aggiungere le commissioni permanenti di altri comitati istituiti per affrontare un problema ciclico.
- Commissione « Affari Europei » ;
- Commissione per le pari opportunità tra uomini e donne;
- Commissione « Bilancio e competenze » ;
- Commissione speciale per lo stato delle gallerie di Bruxelles;
- Comitato di sorveglianza legislativo (verrà creato nella corrente 2017).

I comitati sono composti da 15 membri, dalla maggioranza o dell'opposizione, il loro compito è quello di preparare i lavori legislativi in modo ottimale. Inoltre, i parlamentari possono invocare queste commissioni all'esecutivo.
I Commissari esaminano in dettaglio le fatture (provenienti da parlamentari) o le fatture (provenienti da membri dell'esecutivo) in presenza di ministri o di esperti. Nell'interesse dell'apertura e della trasparenza, il pubblico potrà anche partecipare.
In caso di mancato accordo su una proposta o un progetto di legge, i commissari possono decidere l'aggiunta o la modifica di alcuni termini, questo è chiamato emendamento. Dopo la discussione, i commissari votano sul testo. Non appena viene adottato è diretto in plenaria nel corso della quale un relatore nominato dalla Commissione è incaricato di presentare a tutti i deputati. L'ordine o regolamento viene passato da un voto a maggioranza semplice.

### La Campana d'allarme
Per motivi di protezione e di rispetto per le minoranze linguistiche, c'è il meccanismo del campanello di allarme analogico del Parlamento della Regione di Bruxelles a quello che esiste nel Parlamento federale. Una mozione motivata sottoscritta da almeno tre quarti dei membri di un gruppo linguistico del Parlamento di dichiarare che tutto o parte di un progetto o di ordine o soluzione proposta rischia di compromettere seriamente i rapporti tra la Comunità. La procedura è sospesa e il movimento deve inviare al governo entro 30 giorni ed emettere un parere motivato per modificare il progetto o proposta, se ritenuto necessario. Il parere motivato deve essere inviato dal governo al Parlamento, in cui una votazione sugli emendamenti proposti dal governo alla fine, allora l'intero progetto o proposta. Questa procedura può essere applicata una sola volta dai membri di un gruppo linguistico per lo stesso progetto o la stessa proposta. Riguarda solo i voti che non richiedono un voto di maggioranza in ciascun gruppo linguistico. Per quanto riguarda la legge organica sui comuni, che è stata regionalizzata il territorio nel 2001, gli ordini di modifica si devono raccogliere nel maggior numero di voti nel Parlamento di Bruxelles e in ogni gruppo linguistico nella stessa procedura per gli ordini tra le due comunità. Per le altre questioni regionali, le ordinanze devono raccogliere la maggioranza dei voti in Parlamento, ma non dovrebbero ottenere la maggioranza dei voti in ciascun gruppo linguistico.

## Presidenti
| Ordine | Nome                    | Mandato                         | Partito | Partito |
| ------ | ----------------------- | ------------------------------- | ------- | ------- |
| 1      | Edouard Poullet         | 12 luglio 1989 - 21 maggio 1995 |         | PSC     |
| 2      | Armand De Decker        | 23 giugno 1995 - 13 giugno 1999 |         | PRL     |
| 3      | Magda De Galan          | 14 luglio 1999 - 13 giugno 2004 |         | PS      |
| 4      | Éric Tomas              | 19 luglio 2004 - 7 giugno 2009  |         | PS      |
| 5      | Françoise Dupuis        | 16 luglio 2009 - 25 maggio 2014 |         | PS      |
| 6      | Charles Picqué          | 10 giugno 2014 - 18 luglio 2019 |         | PS      |
| 7      | Rachid Madrane          | 18 luglio 2019 - 25 giugno 2024 |         | PS      |
| 8      | Bertin Mampaka Mankamba | 25 giugno 2024 - in carica      |         | MR      |

## Corso di un ordine nel Parlamento di Bruxelles
Ci sono due possibili modi per un ordine e quindi due fonti separate. Un ordine può venire da un membro dell'esecutivo o parlamentare. Se il progetto viene dal governo prima di diventare un progetto è considerato un progetto. Ha subito una prima lettura al governo prima di passare al Consiglio di Stato in cui sarà riesaminato prima di essere sottoposto ad una seconda lettura nel governo. Solo allora, il progetto può essere chiamato progetto. Se viene quindi inviato al deposito per essere discusso in commissione. Se il progetto viene da un parlamentare, prende il nome della proposta, che sarà trasmessa direttamente al magazzino dove sarà tradotta e stampata. Dopo di che, la proposta è considerata e inviato al comitato.
Per diventare un ordine, c'è ancora molta strada da fare, che è ormai comune nel progetto e nella proposta. Dopo l'invio in commissione, una degli autori dell'ordine si chiamerà relatore per la segnalazione dei fatti già passati, poi tiene una presentazione con l'ordine. Seguirà una discussione generale e l'articolo del voto per articolo. Quando gli elementi sono membri accettati devono ancora essere votati tutti. Il funzionario di governo sarà lui a votare e inviare una sanzione e la promulgazione da pubblicare nel Moniteur. V'è poi una relazione parlamentare e quindi l'approvazione della relazione. Infine, si presenta in seduta. Se il voto è positivo, allora l'ordine entrerà in vigore.

## Il costo di un parlamentare
La retribuzione annuale di un deputato è pari a € 69.000, più il pagamento delle ferie pari a € 5.300 e il premio finale dell'anno pari a € 2.000. I suoi costi sono coperti anche fino a 19.000 € all'anno.
Si fa notare che secondo le parti, i parlamentari stanno pagando una quota più o meno sollevata dei loro stipendi.